# آن هيدالغو
آن هيدالغو (بالفرنسية: Anne Hidalgo)‏ (مواليد 19 يونيو 1959، سان فرناندو) هي سياسية فرنسية من أصل إسباني. وهي عضو في الحزب الاشتراكي (PS) منذ عام 1994م. شغلت منصب النائب الأول لعمدة باريس، برترون ديلانوي بين 2001 -2014. ترشحت لمنصب عمدة باريس في الانتخابات البلدية لمارس 2014. وبعد فوزها على ناتالي كوسوسكو - موريزيه أصبحت المرأة الأولى التي تتولى منصب عمدة باريس.

## مسيرتها
ولدت في سان فرناندو، بالقرب من قادش، في منطقة الأندلس بإسبانيا. كان جدها من والدها من أتباع حزب العمال الاشتراكي الإسباني، واضطر بعد نهاية الحرب الأهلية الإسبانية إلى اللجوء إلى فرنسا مع زوجته وأطفاله الأربعة. ومع ذلك، عاد جديها إلى إسبانيا، وتوفيت جدتها في رحلة العودة وحكم على جدها بالإعدام، الحكم الذي خفف في النهاية إلى السجن المؤبد. وبالتالي، تكلف برعاية والد آن هيدالغو أجداده من أمه. وفي أواخر الخمسينات، تزوج والدها وولد له ابنتان، آنا (آن) وماريا (ماري). ونظرا إلى المشهد الاقتصادي الصعب الذي عاشته إسبانيا في تلك السنوات، هاجرت الأسرة لفرنسا بحثا عن معيشة أفضل. واستقروا في ليون عام 1961 مع ابنتيهما.
ورغم عودة العائلة إلى إسبانيا سنوات بعد ذلك، إلا أن آن هيدالغو، فضلت البقاء في فرنسا حيث حصلت على الجنسية الفرنسية عام 1973. ودرست في جامعة جان مولان في ليون وحصلت في عام 1982 على شهادة في العلوم الاجتماعية ثم على ماجستير في قانون العمل والنقابات. وهي الشهادة التي مكنتها من المجيء إلى باريس عام 1984 بعد أن عينت مفتشة في مجال التوظيف والعمل في بلدة شوفيه لا رو بالضاحية الباريسية. شغلت آن هيدالغو العديد من المناصب الإدارية، الأولى كانت سنة 1993 كمستشارة في مجال التكوين المهني بوزارة العمل ثم عام 1997 كمستشارة في ديوان مارتين أوبري التي كانت آنذاك وزيرة العمل والتضامن الاجتماعي في حكومة ليونيل جوسبان، وتعرفت على زوجها السابق في هذه الوزارة. وكانت تعيش آن هيدالغو في الدائرة الخامسة عشرة بباريس، وترشحت سنوات 2001 و2008 في الانتخابات المحلية في هذه الدائرة لكنها فشلت بسبب عدم خبرتها السياسية.
كما تعرفت هيدالغو أيضا على شخصية برتران دولانوي عمدة باريس، الذي لعب دورا كبيرا في حياتها السياسية والعملية، فتأثرت بالنهج السياسي الذي كان يتبعه في تسيير شؤون العاصمة الفرنسية. هذا التقارب جعلها تقبل العمل بجواره كنائب أول لبلدية باريس منذ مارس 2001.

### عمدة باريس
في سبتمبر 2012 بمكتبة فرانسوا ميتران الوطنية أعلنت هيدالغو عن ترشحها لخوض الانتخابات المحلية سنة 2014. واعتمد برنامجها على توفير مساكن اجتماعية للعائلات الفقيرة ونقل مجاني للطلاب وتحسين خدمة المواصلات العامة ومكافحة التلوث من خلال وسائل نقل تعتمد على الطاقة النظيفة. وتضافرت في فوزها بهذا المنصب جهود الحزب الاشتراكي وحزب الخضر والحزب الشيوعي وحزب اليسار. وحصلت هيدالغو على 54,6% من الأصوات في الدورة الثانية، مقابل 45.5% لمنافستها اليمينية ناتالي كوسيسكو موريزيه. فأصبحت أول امرأة تترأس عاصمة فرنسا في تاريخ البلاد. وعند إعلان فوزها وعدت بان تحافظ لباريس على قيمها الحضارية والإنسانية بالانفتاح على كل العرقيات والتنوع الثقافي والديني أمام التعصب والعنصرية، ولا سيما بعد صعود حزب الجبهة الوطنية.

## آرائها السياسية

### قانون حقوق المؤلفون
اتخذت هيدالغو موقفاً معارضاً إزاء تعديلات المجموعة الاشتراكية التي اقترحت جعل «رخصة عالمية» من شأنها تحميل المواد على الإنترنت خلال النقاشات حيال القانون الفرنسي لحقوق المؤلفون والحقوق المرتبطة في مجتمع المعلومات (DADVSI) بتاريخ 21 ديسمبر عام 2005. ووقَّعت مع نائب عمدة باريس المعني بالشؤون الثقافية كريستوف جيرارد مقالة نشرت في صحيفة «لو موند» يوم 26 ديسمبر من نفس العام دافعت فيها عن موقفها بالنيابة عن التنوع الثقافي التي رأت أن «رخصة عالمية» ستعرض التنوع للتهديد.

### تلوث الهواء
أشرفت هيدالغو بدءاً من شهر مايو عام 2016 على الإعلان عن مشروع تحت عنوان «باريس تتنفس» بغية محاربة المستويات التي وصل إليها تلوث الهواء في المدينة. شملت هذه الرؤية فرض حظر على جميع السيارات من مناطق محددة من باريس خلال أول يوم من أيام الأحد كل شهر، بالإضافة إلى جعل النقل العام ومرافق الدراجات الهوائية والعربات الكهربائية مجاناً خلال ساعات النهار. كما عملت هيدالغو كذلك على الحد من استخدام السيارات من خلال رفع أسعار عدادات الانتظار والوقوف، وفرض حظر على أماكن وقوف السيارات المجانية خلال أيام محددة، وتحويل أقسام من الطريق السريع المحاذي لنهر السين إلى منتزهات. كما أقترحت أيضاً حظراً على محركات الديزل في شوارع باريس.

## الحياة الشخصية
تتحدث هيدالغو الفرنسية والإسبانية والإنجليزية بطلاقة.
تقيم هيدالغو في الدائرة الخامسة عشرة في باريس مع زوجها الثاني العضو الاشتراكي في البرلمان الفرنسي جان-مارك جيرمان وابنهما أرتور. ويعد ابنهما أرتور جيرمان (مواليد 2001) أصغر فرنسي يجتاز القنال الإنجليزي سباحةً. ولدى هيدالغو من زواجها السابق ابنة وابن وكلاهما راشدين.
هيدالغو ملحدة وصريحة بآرائها الناقدة للدين، وهذا بالرغم من تلقيها لتنشأة دينية كاثوليكية.

## وصلات خارجية
- آن هيدالغو على موقع IMDb (الإنجليزية)
- آن هيدالغو على موقع مونزينجر (الألمانية)
- آن هيدالغو على موقع قاعدة بيانات الفيلم (الإنجليزية)
- آن هيدالغو على موقع كينوبويسك (الروسية)

- الموقع الرسمي (بالفرنسية)
- Hidalgo مرات الظهور على سي-سبان